# .io

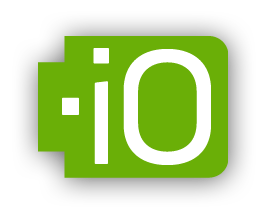

.io는 영국령 인도양 지역의 인터넷 국가 코드 최상위 도메인이다.
국제화 도메인 이름을 등록할 수 있다.
(자세히)